# Cephalobyrrhinus robustus
Cephalobyrrhinus robustus är en skalbaggsart som beskrevs av Wooldridge 1986. Cephalobyrrhinus robustus ingår i släktet Cephalobyrrhinus och familjen lerstrandbaggar. Inga underarter finns listade i Catalogue of Life.